# Ivan Šubašić
Ivan Šubasić (ur. 7 maja 1892 w Vukovej Goricy, zm. 22 marca 1955 w Zagrzebiu) – chorwacki i jugosłowiański polityk, od 1944 do stycznia 1945 premier emigracyjnego rządu Jugosławii, minister spraw zagranicznych Jugosławii od marca do października 1945 rokupotrzebne źródło, ostatni ban Chorwacji.

## Życiorys
Urodził się w Vukovej Goricy nieopodal Karlovaca w Chorwacji. Ukończył szkołę elementarną i średnią w Zagrzebiu i zapisał się na Wydział Teologii Uniwersytetu w Zagrzebiu.
W czasie I wojny światowej powołany do armii Austro-Węgier, w której składzie wziął udział w walce z serbskimi oddziałami na rzece Drina. Później został wysłany na front wschodni, z którego uciekł do Rosjan. Stamtąd dołączył do jugosłowiańskich ochotników walczących w serbskiej armii na froncie w Salonikach.
Po wojnie Šubašić ukończył prawo na Uniwersytecie w Zagrzebiu i następnie otworzył biuro prawne we Vrbovsku. Tam spotkał Vladka Mačka i dołączył do Chorwackiej Partii Ludowej. W 1938 został wybrany do jugosłowiańskiego Zgromadzenia Narodowego. W latach 1939–1941 był banem Chorwacji. Po agresji Niemiec na Jugosławię przebywał na emigracji. Był pierwszym przedstawicielem dyplomatycznym jugosłowiańskiego rządu emigracyjnego w Stanach Zjednoczonych. W 1944 objął funkcję premiera rządu emigracyjnego. Zawarł porozumienia z marszałkiem Titą (pod naciskiem Brytyjczyków) w czerwcu 1944 na wyspie Vis i w październiku 1944 w Belgradzie. W styczniu 1945 zdymisjonowany ze stanowiska premiera przez króla Jugosławii Piotra II, czego alianci nie uznali.
W utworzonym w Belgradzie w marcu 1945 rządzie koalicyjnym z politykami NKOJ pełnił funkcję ministra spraw zagranicznych.